# Bulevardi Dëshmorët e Kombit
De Bulevardi Dëshmorët e Kombit ([bulɛvaɾdi dəʃmɔɾət ɛ kɔmbit]; 'boulevard der martelaren van de natie') is de belangrijkste boulevard in de Albanese hoofdstad Tirana. De laan verbindt het centrale Skanderbegplein in het noorden met het Sheshi Nënë Tereza ('Moeder Teresaplein') in het zuiden. 
Langs de brede boulevard ligt een groot aantal regerings- en andere administratieve gebouwen, die veelal stammen uit de fascistische periode. Aan de kruising met de Rruga Ismail Qemali is het luxehotel Rogner Hotel Tirana gevestigd, een van de twee vijfsterrenhotels van de stad.

## Aanpalende straten en voornaamste bouwwerken
Van noord naar zuid:
- Skanderbegplein

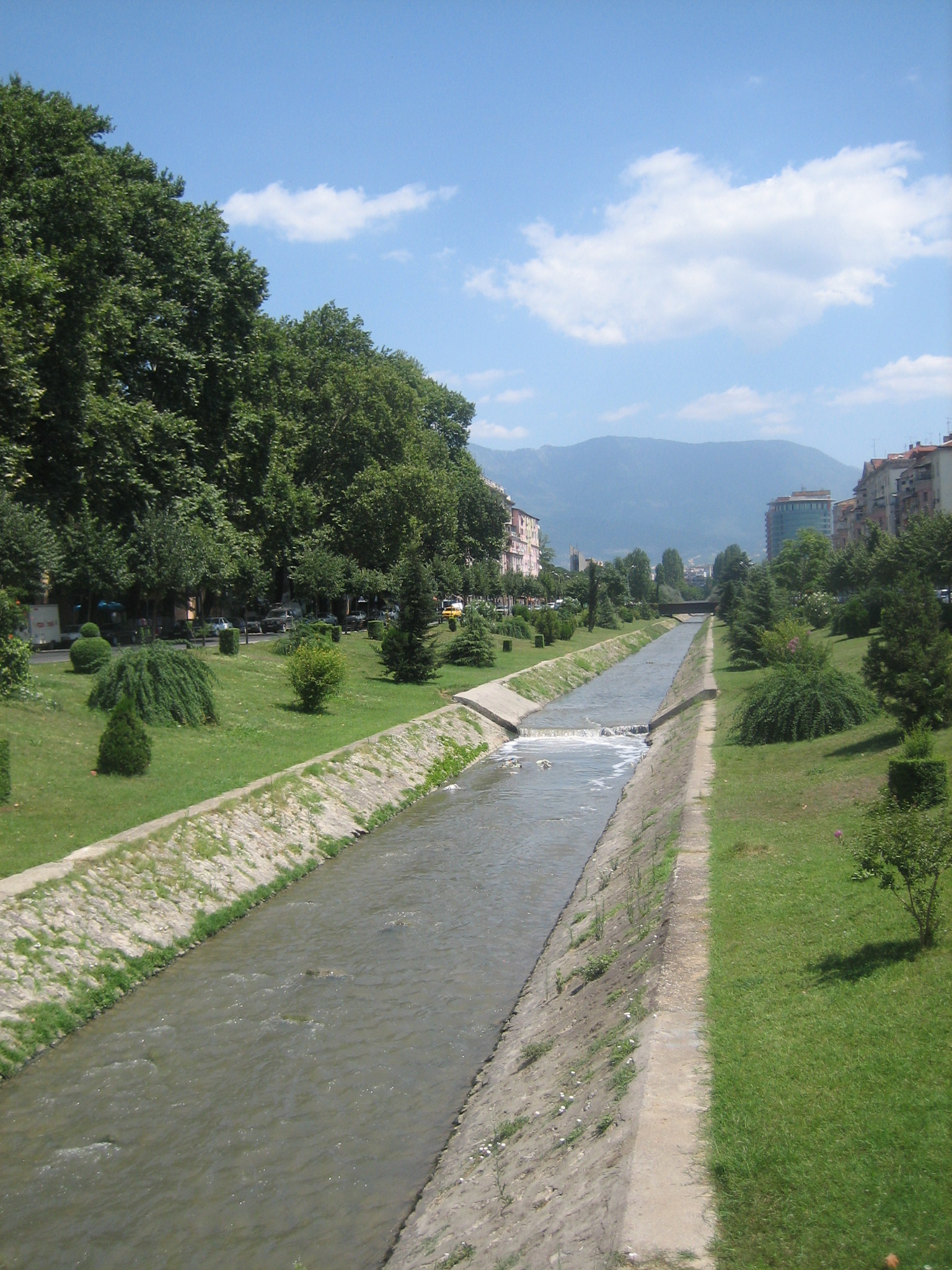
De Lanë

- Ministerie van Binnenlandse Zaken (Albanees: Ministria e Mbrendshme) (links), ministerie van Defensie (Ministria e Mbrojtjes) (rechts)
- Rruga Murat Toptani (l.) en Rruga Myslym Shyri (r.)
- Parku Rinia ('jeugdpark'; met het opvallende restaurantcomplex Tajvani) (r.)
- Nationale Kunstgalerij (Galeria Kombëtare e Arteve) (l.)
- Hotel Dajti (historisch hotel, tegenwoordig in verval) (l.)
- Bulevardi Zhan D'Ark (l., r.)
- Brug over de Lanë
- Bulevardi Bajram Curri (l., r.)
- Voormalig Mausoleum van Enver Hoxha (Piramida) (l.)
- Regeringsgebouw (l.), administratief gebouw van de Volksvergadering van Albanië (r.)
- Rruga Donika Kastrioti (r.)
- Rruga Ismail Qemali (l., r.)
- Rogner Hotel Tirana (l.)
- Rruga Asim Zeneli (l.) en Rruga Abdyl Frashëri (r.)
- Presidentieel paleis (l.), Congrespaleis (Pallati i Kongreseve) (r.)
- Sheshi Nënë Tereza